# Bubble System
Konami Bubble System Hardware, más conocido como Bubble System, es una placa de arcade creada por Konami destinada a los salones arcade.

## Descripción
El Bubble System fue lanzada por Konami en 1985.
Esta placa tiene la particularidad de usar un sistema de almacenamiento llamado de burbuja, un medio de escritura electromagnética no volátil / memoria legible y se usó con la finalidad de complicar la extracción de los datos para crear bootlegs o reutilización de la placa por otras empresas y al ser un medio de almacenamiento poco común ya que empresas como Texas instrument avían abandonado la fabricación en 1981.
Al encender la placa arcade, el sistema necesita calentar la memoria de burbuja a una temperatura de 30 a 40 grados, se tenia que esperar rededor de 10 minutos para un optimo funcionamiento, antes de la inicialización del sistema  una síntesis de voz da la autoría del arcade a konami y posteriormente sonando canción Morning Music  con un conteo de 99 segundos para iniciar el juego.  
El sistema de burbuja era propenso a fallas, como pérdida de datos, debido a las características de la memoria de burbuja magnética utilizada, y las piezas de reparación nunca se crearon, por lo que algunos sistemas se repararon simeplemente reemplazándolos con placas dedicadas que llevaban dos EPROM normales de 1 MB. Además, el sistema de burbujas requiere una fuente de alimentación de 12 V, pero la versión ROM del no la requiere    
Desafortunadamente este sistema demostró ser extremadamente susceptibles a los campos electromagnéticos (algo relativamente frecuente en un ambiente donde hay juegos arcades) y también eran más caros de producir que las placas basadas en ROM estándar, además de esperar 10 minutos para poder ser usado Por esta razón el proyecto no prosperó y solo salieron unos pocos juegos al mercado bajo este sistema, posteriormente el hardware gx4000 se aprovecho y los títulos se relanzaron el formato ROM  
Posee un procesador 68000 trabajando a 10 MHz. con G400 BIOS y tiene un procesador de sonido Z80 manejando dos chips de audio AY-3-8910 psg.
La canción Morning Music aparece como canción jugable en Keyboardmania y posteriormente en Nostalgia y como canción introductoria en Konami Classics Series: Arcade Hits.
En esta placa funcionaron 5 títulos, que posteriormente fueron convertidos a chips de memoria ROM.

## Especificaciones técnicas
| CPU           | Motorola 68000 @ 9.216 MHz |  |
| cpu de Sonido | Zilog Z80                  |  |
| Sonido        | 2x AY-3-8910 PSG           |  |
| Sonido        | YM2151, VLM5030            |  |
| Sonido        | Konami SCC K005289         |  |

## Música Matutina de Konami
La "Música Matutina de Konami", que suena al activar el Sistema de Burbujas, fue originalmente una pieza musical descartada, creada por el Sr. N, miembro del departamento de sonido de Konami en aquel entonces, para otro juego. Sin embargo, era necesario preparar rápidamente una canción temática para el Sistema de Burbujas, por lo que se adoptó rápidamente. La secuencia de carga permanece en la versión ROM mencionada anteriormente, y esta canción también se reproduce, pero como se carga desde una ROM normal, la canción termina en poco tiempo. 
La canción fue incluida en la edición de marzo de 1987 de la revista "Beep" como suplemento de disco flexible bajo el título "Bubble System Warming Up". La canción se incluyó más tarde en el álbum Konami Game Freaks bajo el título "Konami Morning Music" (sólo versión en CD). Posteriormente se incluyó en "Gradius Arcade Soundtrack" y otros títulos. 
Desde entonces, Konami ha utilizado recreaciones y arreglos de la música de la demo de lanzamiento en sus juegos y CD de música. 
- Al cargar los datos del juego Gradius incluidos en el Gradius Deluxe Pack, se reproduce una demostración del inicio del sistema de burbujas (sin embargo, no se incluye el recuento de calentamiento).

- En la versión para Nintendo DS de Konami Arcade Collection, esta canción se reproduce junto con el tema de apertura basado en la pantalla de inicio de Gradius.
- Una versión arreglada de esta canción se reproduce como música de fondo de carga para la versión X68000 de "Dattana!! TwinBee". Este arreglo SC-55 está incluido en el CD "MIDI POWER X68000 COLLECTION Ver.1.0".
- Se incluye como "Música matutina" en los juegos de música "Keyboard Mania" y "Nostalgia". El primero es un arreglo con un tempo ligeramente más lento para la reproducción normal, pero la versión del arreglo "MIDI POWER" también se puede reproducir en Otro modo.
- Un arreglo de estilo fácil de escuchar titulado "CRISTAL MORNING" está incluido en el CD "Winbee's Neo Cinema Club 3 -Tokimeki Edition-".[6]
- El software de Nintendo DS "Love Plus" ("Love Plus+") y su secuela, el software de Nintendo 3DS "NEW Love Plus" ("NEW Love Plus+"), incluyen un arreglo de música barroca que se reproduce durante el evento de cita "Baroque Evening".
- También se utiliza como música de fondo al descargar datos para el juego para teléfonos inteligentes "Tokimeki Idol"[7] y en el CD dramático "Motto!" Se incluye como pista extra en el álbum Tokimeki Idol ~con Tsubasa Aoyama y Natsumi Kawaguchi~.[8]

## Lista de videojuegos
- Black Panther (1987)
- City Bomber (1987)
- Galactic Warriors (1985)
- Gradius (convertido en chips ROM y renombrado a Nemesis fuera de Japón) (1985)
- Hyper Crash (1987)
- Konami RF2: Red Fighter  (convertido en chips ROM y renombrado a Konami GT fuera de Japón) (1985)
- Nyan Nyan Panic (1988)
- Salamander (1986)
- TwinBee (1985)